# 1954 год в авиации
Список событий в авиации в 1954 году.

## События
- 5 января — первый полёт первого серийного истребителя МиГ-19 (пилот Г. А. Седов).
- 7 февраля — первый полёт американского истребителя Локхид F-104 «Старфайтер».
- 10 января — авиалайнер Де Хевилленд Комет компании British Overseas Airways Corporation потерпел крушение в Средиземном море около Эльбы. Причиной аварии была названа усталость материала.
- 1 апреля — последний рабочий полёт истребителя Супермарин Спитфайр. Целью вылета была фото-разведка бандитов в Малайской Федерации.
- 22 июня — первый полёт американского лёгкого палубного штурмовика A-4 «Скайхок».
- 1 июля — основание воздушных сил самообороны Японии.
- 15 июля — совершил первый полёт Boeing 707.
- 23 августа — первый полёт американского военно-транспортного самолёта средней и большой дальности C-130 Геркулес.
- 2 сентября — совершил первый полёт Ту-91.
- 16 ноября --- основание аэропорта домодедово

### Без точной даты
- Основана авиакомпания Air Caledonie.
- Основана авиакомпания Air Montmagny.
- Введён в эксплуатацию пассажирский аэровокзал аэропорта Бельцы-Город, ставший   вторым узлом гражданской авиации в Молдавии.[1]

## Персоны

### Родились
- 4 марта — Апакидзе, Тимур Автандилович, Герой России, лётчик-снайпер, генерал-майор авиации.

### Скончались
- 3 апреля — Розанов, Константин Владимирович, французский военный лётчик, лётчик-испытатель, один из пионеров реактивных полётов. Освоил 201 тип самолётов и вертолётов, провёл 5000 часов в воздухе, в том числе 3865 часов в боевом строю, 104 раза преодолевал звуковой барьер. Разбился, пилотируя Mystère IV B, во время выполнения показательного сверхзвукового низковысотного полёта над аэродромом Мелён-Виллероше.